# بروتوكول طنجة
بروتوكول طنجة (رسميًا: الاتفاقية المتعلقة بتنظيم وضع منطقة طنجة) هي إتفاقية تم توقيعها في باريس بتاريخ 18 ديسمبر 1923 بين فرنسا وإسبانيا والمملكة المتحدة أصبحت بموجبها مدينة طنجة في المغرب منطقة دولية. ودخل بروتوكول المعاهدة حيز التنفيذ في 14 مايو 1924.
ابتداء من عام 1929، تولت إسبانيا مهمة حفظ النظام في المدينة. وتم إنشاء هيئة تشريعية دولية لحكم المدينة. احتلت إسبانيا طنجة من عام 1940 إلى عام 1945، مستفيدة من احتلال ألمانيا لفرنسا عام 1940. ظل وضع المنطقة الدولية قائما حتى 29 أكتوبر 1956 وهو تاريخ إعادة إدماجها في المغرب، وذلك بعد استقلال المغرب في نفس العام.

بعد دخول البروتوكول حيز التنفيذ، انضمت إليه أيضا كل من بلجيكا وهولندا والبرتغال والسويد.